# Афро-кубинський джаз
Афро-кубинський джаз — рання форма латиноамериканського джазу. Він поєднує афро-кубинські ритми клаве з джазовими гармоніями та прийомами імпровізації. Афро-кубинська музика має глибоке коріння в африканських ритуалах і ритміці. Жанр виник на початку 1940-х років з кубинськими музикантами Маріо Бауза і Френком Грілло «Мачіто» в групі «Мачіто і його афро-кубинці» в Нью-Йорку. У 1947 році завдяки співпраці бібоп-трубача Діззі Гіллеспі та перкусіоніста Чано Посо на джазову сцену Східного узбережжя прийшли афро-кубинські ритми та інструменти, такі як конґа та бонґо. Ранні поєднання джазу з кубинською музикою, такі як «Manteca» та «Mangó Mangüé», зазвичай називали кубинським бібопом під назвою «кубоп».
У перші десятиліття свого існування афро-кубинський джазовий рух був сильнішим у Сполучених Штатах, ніж на Кубі. На початку 1970-х років Кенні Доргем та його Orquesta Cubana de Música Moderna, а пізніше Irakere, принесли афро-кубинський джаз на кубинську музичну сцену, вплинувши на такі стилі, як сонго.